# Dactyliophora verticillata
Dactyliophora verticillata är en tvåhjärtbladig växtart som beskrevs av Van Tiegh. Dactyliophora verticillata ingår i släktet Dactyliophora och familjen Loranthaceae. Inga underarter finns listade i Catalogue of Life.